# Mauro Bellugi
Mauro Bellugi (Buonconvento, 7 de fevereiro de 1950 – Milão, 20 de fevereiro de 2021) foi um futebolista italiano que atuou como defensor.

## Carreira

### Clube
Bellugi passou os primeiros vinte anos de sua carreira usando a camisa da Inter de Milão. Na temporada 1970-71, Bellugi ganhou seu único título da carreira, a Serie A daquela temporada. Apesar de tanto tempo no clube, seu único gol foi na Liga dos Campeões em 3 de novembro de 1971 em um jogo entre a Inter de Milão e os alemães do Borussia M'gladbach, o jogo terminou em 4-2 em favor do adversário.
Em 1974, ele foi vendido ao Bologna. Bullugi jogou muito bem em seu anos no clube, apesar de uma séria lesão que o forçou a pular quase completamente a temporada de 1976-1977, onde ele só jogou duas vezes.
Em 1979, ele se transferiu para o Napoli e, na temporada de 1980-1981, ele se transferiu para o Pistoiese. Em 1982, ele decidiu se aposentar do futebol profissional com apenas trinta e um anos de idade.
Na carreira, ele totalizou 227 aparições na Serie A, sem nunca ter feito um gol.

### Seleção
Bellugi fez sua estreia na Seleção Italiana contra Luxemburgo em casa, em uma partida que terminou 0-4 em favor da Azzurra.
Ele foi convocado permanentemente para a seleção no resto da década de 1970, disputando um total de 32 jogos e participando das campanhas na Copa do Mundo de 1974 na Alemanha Ocidental e na Copa do Mundo de 1978 na Argentina.

## Pós-carreira e morte
Após a aposentadoria, ele assumiu brevemente o papel de auxiliar do Pistoiese. Mais tarde, tornou-se um comentarista para vários canais de televisão locais.
Morreu em 20 de fevereiro de 2021 em um hospital de Milão, aos 71 anos de idade.

## Títulos
- Serie A: 1970-1971